# Numedalslågen
Numedalslågen je reka, ki teče v nekdanjih okrožjih Vestfold in Telemark ter Viken na jugovzhodu Norveške. Je ena najdaljših rek na Norveškem.[1]

## Opis
Numedalslågen je ena najdaljših norveških rek s 352 km. Teče skozi okrožja Vestfold in Telemark ter Viken, začenši na planoti Hardangervidda in se sreča z oceanom pri Larviku, kjer je vstopi v Severno morje (Skagerrak). Numedalslågen je ena najdaljših norveških rek. Reka teče skozi občine Larvik, Lardal, Kongsberg, Flesberg, Rollag in Nore og Uvdal. Te občine sodelujejo pri upravljanju in uporabi virov, povezanih z reko, v različnih projektih pod okriljem Zelene doline (Grønn Dal).
V višjem območju Numedalslågena je več hidroelektrarn. Večina energetskega potenciala glavne reke je razvita, razen odseka med Hvittingfossom in Larvikom ter Godfarfossenom v Dagaliju. Elektrarna Nore I, prva elektrarna, zgrajena v občini Nore v Vikenu, je uporabljala Norefallene med Tunhovdfjordnom in Rødbergom. Dokončana je bila leta 1928, zasnovala pa sta jo norveška arhitekta Carl Buch in Lorentz Harboe Ree. Nore II uporablja spust med jezom Rødberg in Norefjordom in je bila dokončana leta 1947.
Numedalslågen je znana kot dobra lokacija za ribolov lososa, čeprav so v Numedalslågenu pred kratkim našli parazita, znanega kot Gyrodactylus salaris, ki lahko predstavlja grožnjo staležu lososa. Pogosto je uvrščen med štiri najboljše norveške reke z lososom. V letu 2020 je bil zabeležen ulov 4069 lososov s skupno težo skoraj 17,5 ton, od tega je največji tehtal 16,6 kg, ter 150 morskih postrvi s skupno težo 158 kg. Med drugimi vrstami rib so postrvi, jegulje in ščuke.
Numedalslågen se uporablja tudi za plavljenje lesa.
Poleti 2007 je Numedalslågen doživel veliko poplavo, ki je povzročila relativno veliko uničenje vzdolž celotne vodne poti. Julijski pretok je bil okoli 5 metrov večji od običajnega.

## Ime
Prvi element je ime reke Numedal. Drugi element je končna oblika låg (nordijsko lǫgr) 'voda; reka', vendar se je reka prvotno imenovala Nauma in je izvor imena doline.

## Galerija
- Numedalslågen skozi Kongsberg
- Nybrufoss na Numedalslågen
- Numedalslågen skozi Larvik
- Numedalslågen v Kongsbergu
- Numedalslågen pri Skjønneju
- Numedalslågen pri Komnesu v Sandsværu

## Drugi viri
- Nasjonalgalleriet and Riksantikvaren (1982) Norsk Kunstnerleksikon   (Oslo: Universitetsforlaget) ISBN 82-00-05689-9
- Tråen, Even, Tor Bjørvik & Sølver Sjulstad  (2001) Livet langs Numedalslågen (Oslo) ISBN 82-996056-0-1